# 旧大沼家住宅店
旧大沼家住宅店（きゅうおおぬまけじゅうたくたな）は、宮城県柴田郡村田町にある商家・店蔵（たなぐら）で、2018年（平成30年）8月に国の重要文化財（建造物）に指定された。

## 概要
旧大沼家は、江戸時代後期以降、紅花交易などで栄えた商家で、店蔵本宅、内蔵（うちぐら）などが残る。村田町中心部の商家の蔵が立ち並ぶ一帯は、国の重要伝統的建造物群保存地区に選ばれている。
明治以降はみそやしょうゆの醸造・販売などで財をなした。昭和初期に廃業し、1998年に建物が町に寄贈され、「村田商人やましょう記念館」として公開されている。

## 文化財
以下の建造物10棟及び土地が「旧大沼家住宅」として国の重要文化財に指定されている。
- 旧大沼家住宅
  - 店
  - 本宅
  - 前座敷
  - 内蔵
  - 新蔵
  - 西蔵
  - 穀蔵
  - 塩蔵
  - 作業場
  - 表門
  - 土地 1,228．16平方メートル（板塀、屋敷神、玉垣、屋敷神台座、ロウジを含む）

- （以下は附指定物件）
  - 湯殿
  - 裏門
  - 嘉例録2冊

## 利用案内
- 休館日[4]

月曜日（休日が月曜日の場合はその翌日）
12月28日～1月4日
- 開館時間は、午前9時～午後4時　料金 無料

## アクセス
- 東日本旅客鉄道東北本線大河原駅より車で20分

## 周辺
- 蔵の郷土館齋理屋敷